# Syl Apps
Pour les articles homonymes, voir Syl Apps (homonymie) et Apps.
Temple de la renommée : 1961
Charles Joseph Sylvanus Apps, dit Syl Apps, CM, (né le 18 janvier 1915 à Paris en Ontario au Canada - mort le 24 décembre 1998) est un joueur professionnel de hockey sur glace dans la Ligue nationale de hockey et un membre du parti progressiste-conservateur de l'Ontario.
Il est le premier d'une famille de joueurs de hockey :
- son fils, Syl Apps, Jr., était aussi un joueur de la LNH qui a joué la majeure partie de sa carrière avec les Penguins de Pittsburgh ;
- sa petite-fille, Gillian Apps, a gagné la médaille d'or aux Jeux olympiques d'hiver de 2006 à Turin en Italie avec l'équipe du Canada ;
- son petit-fils, Syl Apps III, a joué dans la Ligue américaine de hockey et dans l'ECHL.

## Carrière

### Carrière sportive
Apps est un athlète costaud et participe avec la délégation du Canada aux Jeux olympiques d'été de 1936 à Berlin en Allemagne à l'épreuve du saut à la perche et avec 4 m de sauté.  Il termine à la sixième place de la compétition.
Après l'avoir vu jouer au football à l'Université McMaster, Conn Smythe le fait signer pour jouer au hockey avec les Maple Leafs de Toronto dès 1936-1937.
Apps passe toute sa carrière comme centre pour les Maple Leafs sous le numéro 10. Il est le premier joueur de la LNH à gagner le trophée Calder lors de sa première saison en tant que meilleure recrue de la saison.
En 1942, il reçoit le Trophée Lady Byng pour son comportement exemplaire sur la glace. Il est désigné en tant que capitaine des Leafs pour le 1er Match des étoiles officiel de l'histoire de la LNH en 1947. Il met fin à sa carrière en 1948 et il est admis au Temple de la renommée du hockey en 1961.

### Carrière politique
Alors qu'il joue toujours au hockey, Apps se présente pour l'élection fédérale canadienne de 1940 en tant que candidat pour le district de Brant mais il n'est pas élu. Apps est un membre du parti progressiste-conservateur de l'Ontario de 1963 à 1975.
Il meurt en 1998 et est enterré à Cambridge.

## Statistiques
| Saison     | Équipe                 | Ligue      |     | Saison régulière | Saison régulière | Saison régulière | Saison régulière | Saison régulière |    | Séries éliminatoires | Séries éliminatoires | Séries éliminatoires | Séries éliminatoires | Séries éliminatoires |
| Saison     | Équipe                 | Ligue      | PJ  | B                | A                | Pts              | Pun              | PJ               | B  | A                    | Pts                  | Pun                  |                      |                      |
| 1936-1937  | Maple Leafs de Toronto | LNH        | 48  | 16               | 29               | 45               | 10               | 2                | 0  | 1                    | 1                    | 0                    |                      |                      |
| 1937-1938  | Maple Leafs de Toronto | LNH        | 47  | 21               | 29               | 50               | 9                | 7                | 1  | 4                    | 5                    | 0                    |                      |                      |
| 1938-1939  | Maple Leafs de Toronto | LNH        | 44  | 15               | 25               | 40               | 4                | 10               | 2  | 6                    | 8                    | 2                    |                      |                      |
| 1939-1940  | Maple Leafs de Toronto | LNH        | 27  | 13               | 17               | 30               | 5                | 10               | 5  | 2                    | 7                    | 2                    |                      |                      |
| 1940-1941  | Maple Leafs de Toronto | LNH        | 41  | 20               | 24               | 44               | 6                | 5                | 3  | 2                    | 5                    | 2                    |                      |                      |
| 1941-1942  | Maple Leafs de Toronto | LNH        | 38  | 18               | 23               | 41               | 0                | 13               | 5  | 9                    | 14                   | 2                    |                      |                      |
| 1942-1943  | Maple Leafs de Toronto | LNH        | 29  | 23               | 17               | 40               | 2                |                  |    |                      |                      |                      |                      |                      |
| 1945-1946  | Maple Leafs de Toronto | LNH        | 40  | 24               | 16               | 40               | 2                |                  |    |                      |                      |                      |                      |                      |
| 1946-1947  | Maple Leafs de Toronto | LNH        | 54  | 25               | 24               | 49               | 6                | 11               | 5  | 1                    | 6                    | 0                    |                      |                      |
| 1947-1948  | Maple Leafs de Toronto | LNH        | 55  | 26               | 27               | 53               | 12               | 9                | 4  | 4                    | 8                    | 0                    |                      |                      |
| Totaux LNH | Totaux LNH             | Totaux LNH | 423 | 201              | 231              | 432              | 56               | 67               | 25 | 29                   | 54                   | 8                    |                      |                      |

## Trophées et honneurs personnels

### Jeux olympiques d'été
- 1936 : sixième au saut à la perche

### Ligue nationale de hockey
- Trophée Calder : 1937
- Trophée Lady Byng : 1942
- Champion de la Coupe Stanley : 1942, 1947 et 1948
- nommé parmi les 100 plus grands joueurs de la LNH à l'occasion du centenaire de la ligue[4] : 2017 (posthume)